# Espace urbain de Nogent-le-Rotrou
Cet article court présente un sujet plus développé dans : Nogent-le-Rotrou.
L’espace urbain de Nogent-le-Rotrou est un espace urbain centré sur la ville de Nogent-le-Rotrou. Par la population, c'est le 74° (numéro INSEE : 1L) des 96 espaces urbains français. 